# Bill Dundee
Bill Dundee (Dundee, 24 oktober 1943) is een Schots professioneel worstelaar. Dundee is de schoonvader van Bobby Eaton en vader van Jamie Dundee.

## In worstelen
- Managers
  - Jimmy Hart
  - Ronald Gosset
  - Tessa

- Worstelaars managed
  - Buddy Landell
  - Lord Steven Regal
  - Jimmy Garvin
  - The Barbarian
  - The MOD Squad

## Erelijst
- Central States Wrestling
  - NWA Central States Heavyweight Championship (1 keer)

- Mid-South Wrestling Association
  - Mid-South Television Championship (1 keer)

- NWA Mid-America / Continental Wrestling Association / Championship Wrestling Association
  - AWA Southern Heavyweight Championship (9 keer)
  - AWA Southern Tag Team Championship (14 keer; 1x met Norvell Austin, 1x met Robert Gibson), 4x met Jerry Lawler, 1x met Robert Fuller, 2x met Tommy Rich, 2x met Dream Machine, 2x met Steve Keirn en 1x met Dutch Mantel)
  - AWA World Tag Team Championship (2 keer met Jerry Lawler)
  - CWA International Heavyweight Championship (4 keer)
  - CWA International Tag Team Championship (1 keer met Rocky Johnson)
  - CWA Southwestern Heavyweight Championship (1 keer)
  - CWA World Heavyweight Championship (1 keer)
  - CWA World Tag Team Championship (1 keer met Tommy Rich)
  - NWA Mid-America Heavyweight Championship (1 keer)
  - NWA Mid-America Tag Team Championship (1 keer met Ricky Gibson)
  - NWA Southern Heavyweight Championship (1 keer)
  - NWA Southern Tag Team Championship (3 keer; 2x met Big Bad John en 1x met Tommy Rich)
  - NWA United States Junior Heavyweight Championship (2 keer)

- Ohio Valley Wrestling
  - OVW Heavyweight Championship (1 keer)

- Power Pro Wrestling
  - PPW Tag Team Championship (1 keer met Jerry Lawler)

- Southeastern Championship Wrestling
  - NWA Southeastern Tag Team Championship (1 keer met Tommy Rich)
  - NWA United States Junior Heavyweight Championship (1 keer)

- United States Wrestling Association
  - USWA Heavyweight Championship (1 keer)
  - USWA Junior Heavyweight Championship (2 keer)
  - USWA Southern Heavyweight Championship (3 keer)
  - USWA Texas Heavyweight Championship (3 keer)
  - USWA World Tag Team Championship (3 keer; 2x met Jerry Lawler en 1x met Jamie Crookshanks)

- World Class Wrestling Association
  - CWA Southwestern Heavyweight Championship (2 keer)